# Prévessin-Moëns
Prévessin-Moëns är en kommun i departementet Ain i regionen Auvergne-Rhône-Alpes i östra Frankrike. Kommunen ligger  i kantonen Ferney-Voltaire som ligger i arrondissementet Gex. Kommunens areal är 12,07 km². År 2022 hade Prévessin-Moëns 9 081 invånare.

## Befolkningsutveckling
Antalet invånare i kommunen Prévessin-Moëns
Referens: INSEE